# Joris Nieuwenhuis
Joris Nieuwenhuis (Doetinchem, 11 de febrero de 1996) es un ciclista neerlandés que milita en el equipo Ridley Racing Team. En 2017 fue campeón del mundo sub-23 en ciclocrós.

## Palmarés

### Ciclocrós
2024
- Campeonato de los Países Bajos de Ciclocrós
- 2.º en el Campeonato Mundial

## Resultados en Grandes Vueltas
| Carrera | Carrera         | 2015 | 2016 | 2017 | 2018 | 2019 | 2020  | 2021  | 2022  |
| ------- | --------------- | ---- | ---- | ---- | ---- | ---- | ----- | ----- | ----- |
|         | Giro de Italia  | —    | —    | —    | —    | —    | —     | —     | —     |
|         | Tour de Francia | —    | —    | —    | —    | —    | 103.º | 128.º | —     |
|         | Vuelta a España | —    | —    | —    | —    | —    | —     | —     | 106.º |

—: no participa 
Ab.: abandono

## Equipos
- Rabobank Development Team (10.2014-2016)
- Development Team Sunweb (2017-2018)
- Sunweb/DSM (2019-2022)[3]
  - Team Sunweb (2019-2020)
  - Team DSM (2021-2022)
- Baloise-Trek Lions (2022-2024)[4]
- Ridley Racing Team (2025)